# Абортус у Молдавији
Абортус у Молдавији је легалан на захтев у првих 12 недеља трудноће и генерално је дозвољен до 28. недеље из широког спектра разлога које утврђује Министарство здравља. Министарство здравља дозвољава абортусе до 22. недеље у случају опасности по здравље, трудноће која је резултат кривичног дела, фетуса са генетским дефектима или из социјалних разлога, а абортуси су дозвољени до 28. недеље ако фетус има тешке малформације или урођени сифилис. Абортусе морају обављати акушери и гинеколози у овлашћеним медицинским установама.
Пре стицања независности, абортус је у овој земљи био регулисан законима о абортусу Совјетског Савеза. Закони се до данас нису значајно променили.
Стопа абортуса у Молдавији је нагло опала од стицања независности. Године 1989, Молдавска Совјетска Социјалистичка Република је пријавила стопу од 93,0 побачаја на 1.000 жена старости од 15 до 44 године, што је била међу највишим пријављеним стопама у Совјетском Савезу; стварна стопа је била много већа. Стопа абортуса пала је на 50 у 1994. години, 38,8 у 1996. години, 30,8 у 1998. години и 17,6 у 2004. години. Према подацима из 2010. године, стопа побачаја била је 18,0 побачаја на 1.000 жена старости 15–44 године. 
Смртност жена услед небезбедних абортуса и даље је проблем у Молдавији.